# 御園もも
御園 もも（みその もも、2003年〈平成15年〉1月21日 - ）は、日本のAV女優。C-more ENTERTAINMENT所属。

## 経歴
2023年12月より、吉沢梨亜と「秘密のももりあ」としてYouTuberおよびTikTokerとして活動開始。「ノーブラ散歩」「拘束くすぐり」といったコンテンツで人気を得る。 個人としてはかつて同人AVサイトでランキング1位を獲得して話題を集めたことがある。
2024年1月30日の生配信で吉沢梨亜とともにFALENO専属でAVデビューすることを発表。両者のAVデビューをきっかけに「秘密のももりあ」は発展解消となる。また、青山裕企が撮影した御園と吉沢の初ヌードグラビアが光文社『FLASH』2024年3月5日号で掲載された。

## 人物
- 趣味は犬と遊ぶ。特技はテニス[3]。
- 性の目覚めは小学生の時にエロいワードをパソコンで調べたことで、セックスという言葉を知ったのは小学5・6年の時だった[4]。
- 自慰行為を始めたのは小学5年の時[4]。家にあった電マを使って行い、その気持ち良さを知った[5]。
- 初体験は高校2年生の時で、相手は5歳上の彼氏。場所は実家近くのラブホテルだった。しかし、その時はそれほどでもなく、気持ち良さを知ったのは20歳になってから[4][5]。これまでの経験人数は片手で数えるくらい[4]。
- 変わった場所でのプレイは車の中くらいしかないが、これまでに最高によかった忘れられないプレイとしてお酒を飲んだ時を挙げ、感度が増してこっちからも積極的に責めるようになると明かしている[5]。
- 性感帯としてクリトリスや乳首、耳、好きな体位はバックを挙げている[5]。
- AV女優になったきっかけはハメ撮り系の同人サイトに出演したところ人気が出て、それを機にちゃんとしたAVにも興味が湧き、これまでにやったことがないことをやりたいという好奇心からAV女優になった。また、デビューしてからAVを見るようになったと語っている[5]。

## 作品

### アダルトビデオ
FALENOは『配信特化型AVメーカー』を掲げているため、先行配信開始日も記載しています。
- 同人AVサイトで人気No.1獲得! 幻の素人 御園もも 20歳 AVdebut（3月7日、FALENO）※先行配信版は2月7日リリース。
- 「生まれて初めて… イけました…」初イキ! 性感開発3本番スペシャル!!! 御園もも（4月11日、FALENO）※先行配信版は3月14日リリース。
- もっとキミを好きになった… デートして触れあう手、重ねた唇、ココロとカラダで感じた恋焦がれセックス 御園もも（5月9日、FALENO）※先行配信版は4月4日リリース。
- 体液で交感する絶え間ない官能セックス 御園もも（6月6日、FALENO）※先行配信版は5月4日リリース。
- 「どうする? フェラする?」 大好きなフェラチオで同級生も先生もズブズブにホネ抜きにする制服美少女 御園もも（7月11日、FALENO）※先行配信版は6月11日リリース。
- 濃厚ご奉仕! ドキドキ初恋ソープランド 御園もも（8月8日、FALENO）※先行配信版は7月6日リリース。
- 禁欲から30日後… 快感・痙攣・超絶頂人生初の禁欲生活… その果てに到達した圧倒的オーガズム3本番 御園もも（10月24日、FALENO）※先行配信版は9月10日リリース。
- 3日間だけの恋人 真夜中に終電を逃したキミと出会い、交わった日々。でもそれは突然に終わりを告げた。 御園もも（11月7日、FALENO）※先行配信版は10月8日リリース。
- ヘマばかりするけど憎めない美人部下が普段のお詫びにイキスギ全力ご奉仕性交 御園もも（12月12日、FALENO）※先行配信版は11月10日リリース。

- ゴミ部屋オヤジの悪臭を脳裏にマーキングされ寝取られた敏感女子大生 御園もも（1月23日、FALENO）※先行配信版は2024年12月17日リリース。
- ヤリチンの兄たちに寝取られ敏感即イキ体質の性処理ペットになった彼女。 御園もも（2月20日、FALENO）※先行配信版は1月21日リリース。
- 「先にイッちゃダメだよ」 ヤリマン幼馴染と同時にイクまで昇り詰める早漏改善SEX 御園もも（3月20日、FALENO）※先行配信版は2月18日リリース。
- 親友の彼女とSEXの練習 亀頭の先っぽをパンティ越しに擦られ耐えきれず素股からの挿入 バレないようにスローピストン 御園もも（4月10日、FALENO）※先行配信版は3月13日リリース。
- 中出し解禁! 膣奥に濃厚なザーメンをどくどく注入する絶頂ナマナカSEX 御園もも（5月22日、FALENO）※先行配信版は4月20日リリース。
- ザコ弱SEXしかできない彼氏… その父親は真逆の絶倫 大人のバキバキ激ピストンで濃強ザーメンを中出しされまくった 御園もも（6月12日、FALENO）※先行配信版は5月7日リリース。
- バイト先のコンビニで軽蔑していた変態店長と二人だけの深夜シフト… 絶対に嫌なのに屈辱のクンニ失禁で理性崩壊。ガニ股イキし続けた女子大生 御園もも（7月10日、FALENO）※先行配信版は6月11日リリース。
- キャストを喰い潰すコンカフェ店長のキメセク肉便器にさせられた関西なまりの地雷系女子 御園もも（8月7日、FALENO）※先行配信版は7月10日リリース。

### イメージビデオ
- Momo 秘密の桃園 御園もも（2024年7月18日、REbecca）

### デジタル写真集
- 御園もも もも肌ジューシー　vol.1 FRIDAYデジタル写真集（7月19日、講談社）
- 御園もも もも肌ジューシー vol.2 115ページ豪華版 FRIDAYデジタル写真集（7月19日、講談社）
- 御園もも そろそろ食べごろ? vol.1 FRIDAYデジタル写真集（12月6日、講談社）
- 御園もも そろそろ食べごろ? vol.2 豪華100ページ超完全版 FRIDAYデジタル写真集（12月6日、講談社）

## 製品

### トレーディングカード
- AVC ジューシーハニーコレクションカード LUXURY EDITION 2025 御園もも & 莉々はるか & 星乃莉子 & 伊藤舞雪（2024年12月21日、株式会社ハバロッサ）